# Glandage
Glandage település Franciaországban, Drôme megyében. Lakosainak száma 115 fő (2022. január 1.). Glandage Saint-Julien-en-Beauchêne, Boulc, Lus-la-Croix-Haute, Saint-Maurice-en-Trièves, Lalley és Châtillon-en-Diois községekkel határos.

## Népesség
A település népességének változása:
| Lakosok száma | 99   | 121  | 111  | 85   | 102  | 115  | 113  | 118  | 118  | 115  |
|               | 1968 | 1982 | 1990 | 2006 | 2013 | 2015 | 2017 | 2019 | 2020 | 2022 |